# Байдар (река)
Байда́р (также Байда́рка; укр. Байдар, крымскотат. Baydar, Байдар) — река на юго-западе Крымского полуострова, левый приток реки Чёрная.
Длина реки 11 км, площадь водосбора 62,8 км², уклон реки 27,8 м/км, среднемноголетний сток, на гидропосте Орлиное, составляет 0,025 м³/с. Исток находится на северо-западном склоне Байдарской яйлы, ниже Ласпинского перевала. Николай Рухлов в труде «Обзор речных долин горной части Крыма» 1915 года утверждал, что река образуется слиянием трёх истоков: Дермен-Дере, Гулю и Фуска-чокрак (на современных картах идентифицируется только овраг Деймень-Дере), причем постоянным и самым обильным водотоком был Фуска-чокрак, питаемый из одноимённого родника, расположенного в заболоченной ложбине, имеющего три выхода воды с общим дебетом 3070 вёдер в сутки (сейчас на месте низины устроен пруд). У реки, согласно справочнику «Поверхностные водные объекты Крыма», 12 безымянных притоков, длиной менее 5 километров, два из них на картах имеют собственные названия: правый верхний — Курлюк-Су и нижний левый — Тарамыш-Озен; протекающий через село Тыловое маловодный ручей, впадающий слева, выше Курлюк-Су, в документах «Федерального агентства водных ресурсов» названный Хайтинский, а в справочнике «Волости и важнѣйшія селенія Европейской Россіи» за 1886 год — Чисика. Ещё имеются мелкие правые притоки; протекающий через село Орлиное и ныне безымянный, в «Списке населённых мест Таврической губернии по сведениям 1864 года» назван речка Ташкутер-Узень и, протекающий через Павловку — в справочнике «Волости и важнѣйшія селенія Европейской Россіи» за 1886 год записанный как ручей Курукчу-Чокрак. Впадает Байдар в реку Чёрная слева, в 28,0 км от устья, севернее села Широкое.
Название реки «Байдар» употребляется уже на карте генерал-майора Мухина 1817 года; есть оно на военно-топографической карте 1842 года и на трёхверстовой карте 1865 года. На современных картах масштаба в 1 см — 1 км Байдарка обазначается, но не подписана, как и на верстовой карте 1890 года.

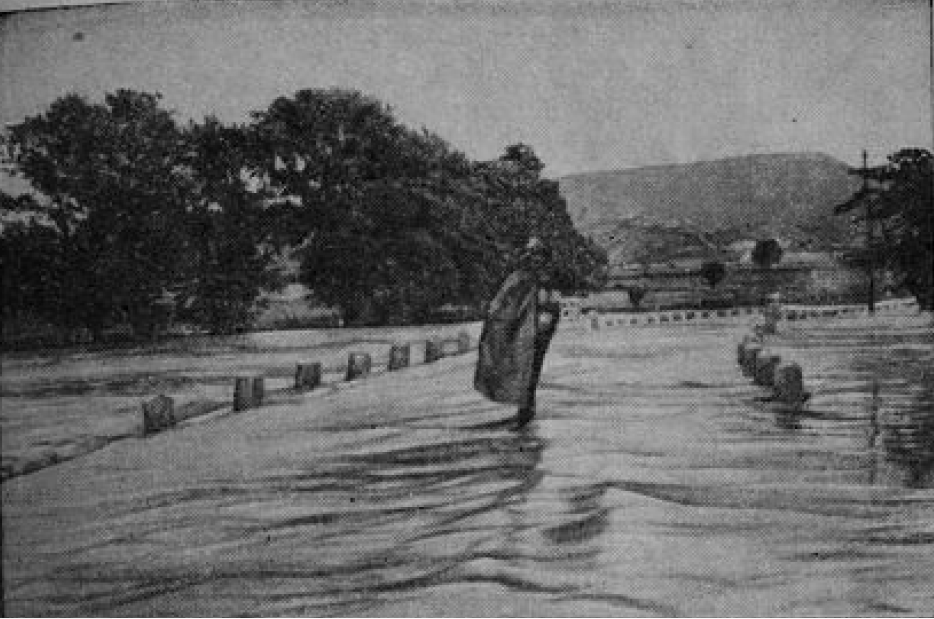
Байдарка после летнего ливня, 1912 г.

Описание летнего ливневого паводка 1912 года на Байдарке оставил Д. И. Щербаков
…полотно Севастопольского шоссе… оказалось также затопленным водой выше боковых шоссейных столбиков. Здесь на открытом пространстве стало заметным, как масса воды движется в сторону долины Чёрной речки, заполняя русло её притока Байдарки. Вода хлынула через мост и шоссе на протяжении по крайней мере 200 метров… Сопротивляясь сильному течению воды, с риском быть снесенными в Байдарку, мы перешли через мост и вскоре вышли на незатопленный участок шоссе